# 羊飼いの杖

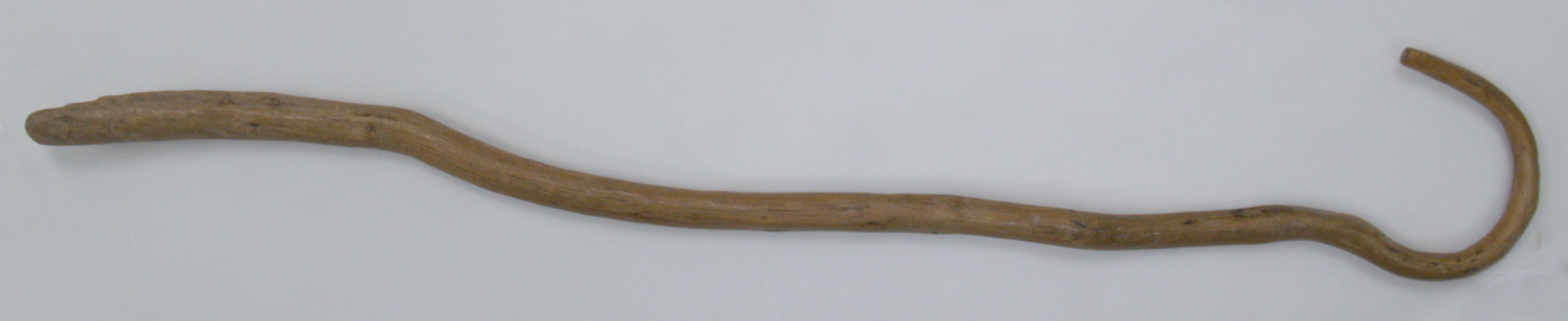
羊飼いの杖

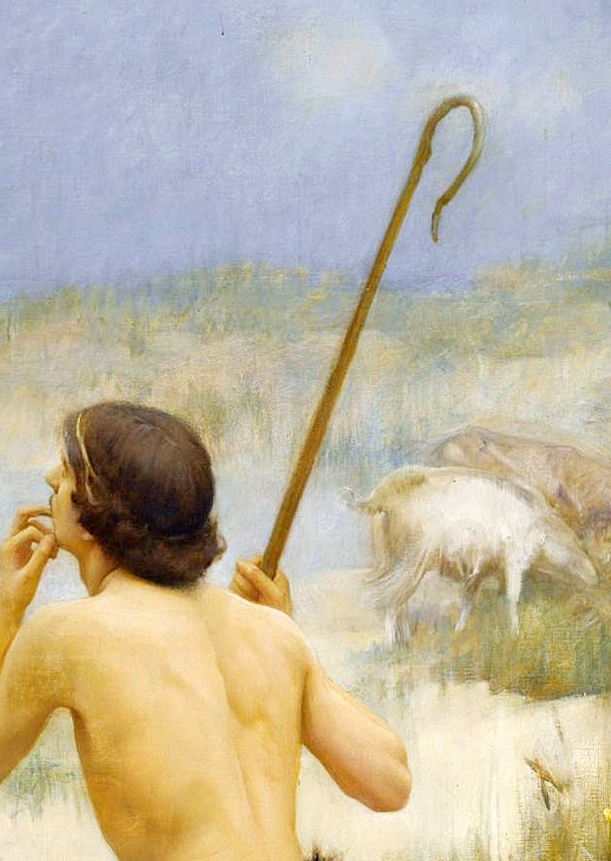
アーサー・ハッカーの油彩画の中で描かれている羊飼いの杖

羊飼いの杖（ひつじかいのつえ、牧民の杖、牧杖とも、英語: shepherd's crook、シェパーズ・クルークまたはシェパード・クルーク）は、片方の端にフックが付いた長くて頑丈な棒で、その先端が外側に広がっていることが多く、羊飼いが羊を管理したり時には捕まえたりするために使用する。さらには杖は、捕食動物の攻撃から身を守るためにも役立つこともある。起伏の多い地形を横断する際には、杖はバランスを取ることを手助けする。羊飼いは、迷子の羊や潜在的な捕食動物を探す際に、（例えば、牛追いの道の路辺にある）深く生い茂った下草をかき分けるためにこの長い道具を使うこともある。

## 象徴的用法
フック（湾曲した形）の発明により、倒れた動物の首や脚を捕らえて立ち直せさせることが容易になった。このため、羊飼いの杖は（特に困難な状況における）ケアを示す宗教的シンボルとして使用されており、それにはキリスト教の司教の司教杖も含まれている。
羊飼いの杖は農業用の殻竿と対となってファラオの権威の象徴を形成し、牧杖は王権を、殻竿は土地の肥沃さを象徴する。
セム語派のラーメド の文字は、羊飼いの杖や突き棒に由来し、ラテン文字の「L」はそこから派生したと考えられている。
古代ギリシャ人はこれをコリュネー（κορύνη）、ラゴーボロン（λαγωβόλον）、カラウロプス（καλαῦροψ）と呼び、彼らの芸術では羊飼いの杖はパーンの手に収められているのが頻繁に見られ、また牧歌のミューズであるタレイアの通常にみられる象徴でもある。
医学の分野では、『羊飼いの杖』という用語は、異常に高く曲がりくねった経路をたどる右冠動脈を表すのに用いられる。この変形は約5パーセントの有病率で見受けられ、血管形成術の手順において技術的な問題を引き起こす。また、骨疾患である繊維性骨異形成症でも特徴的な高度な骨変形は『羊飼いの杖変形（Shepherds crook deformity）』と呼ばれる。

## ギャラリー

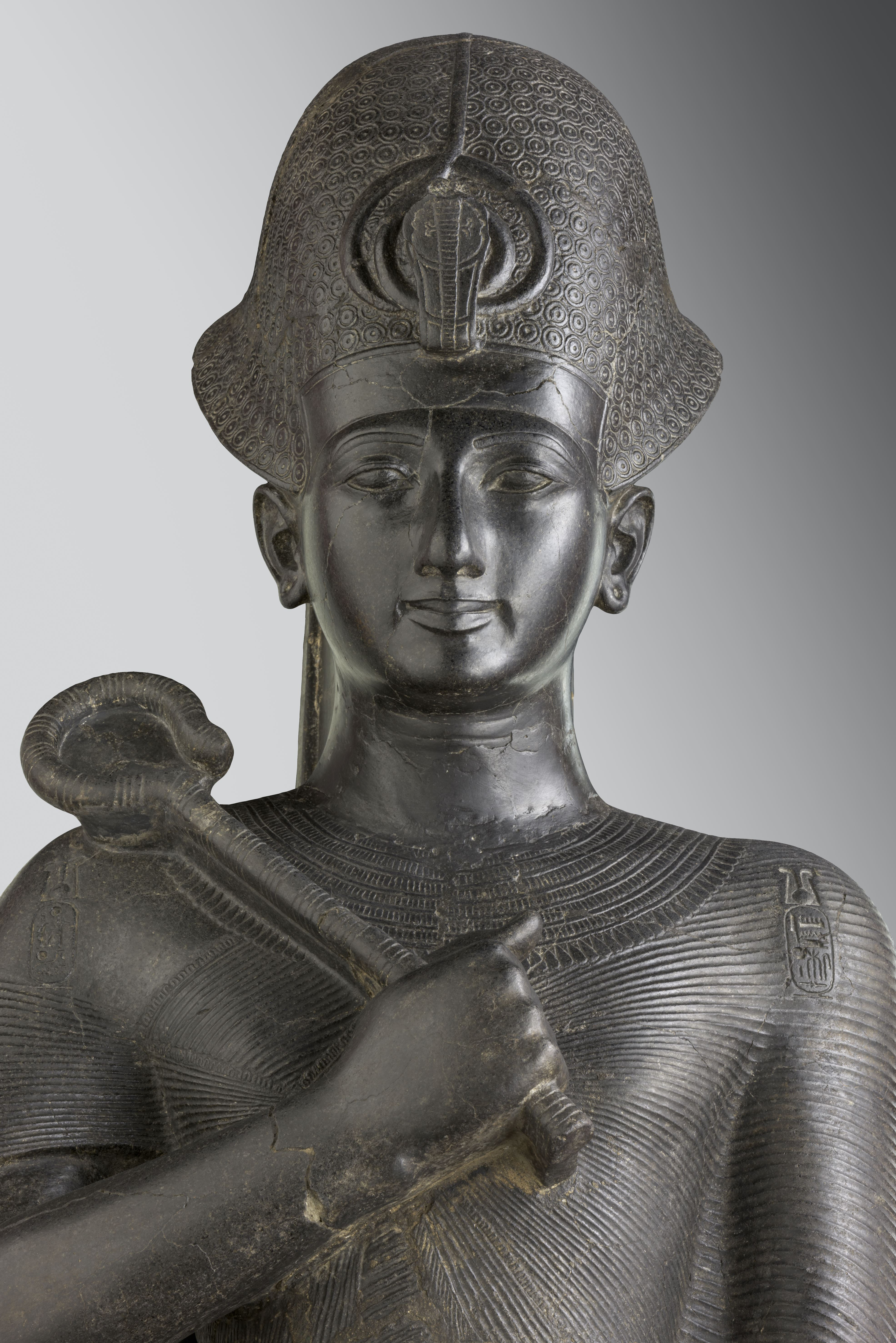
ヘカの笏（牧杖）を持つラムセス2世、トリノのエジプト博物館所蔵
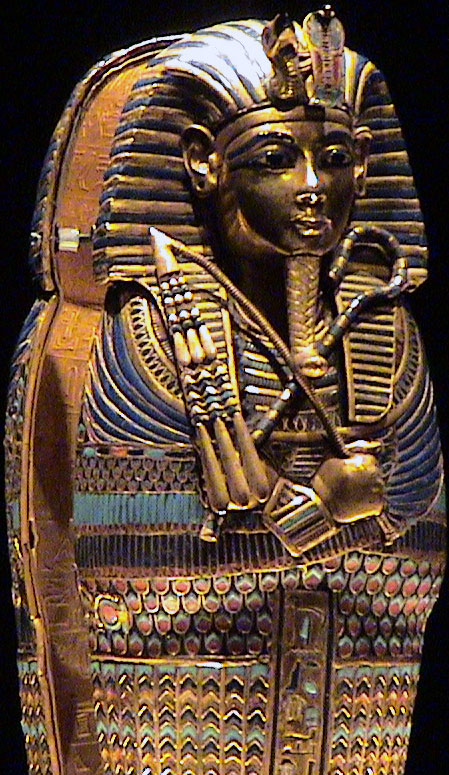
ツタンカーメンの棺に飾られた牧杖と殻竿（英語版）
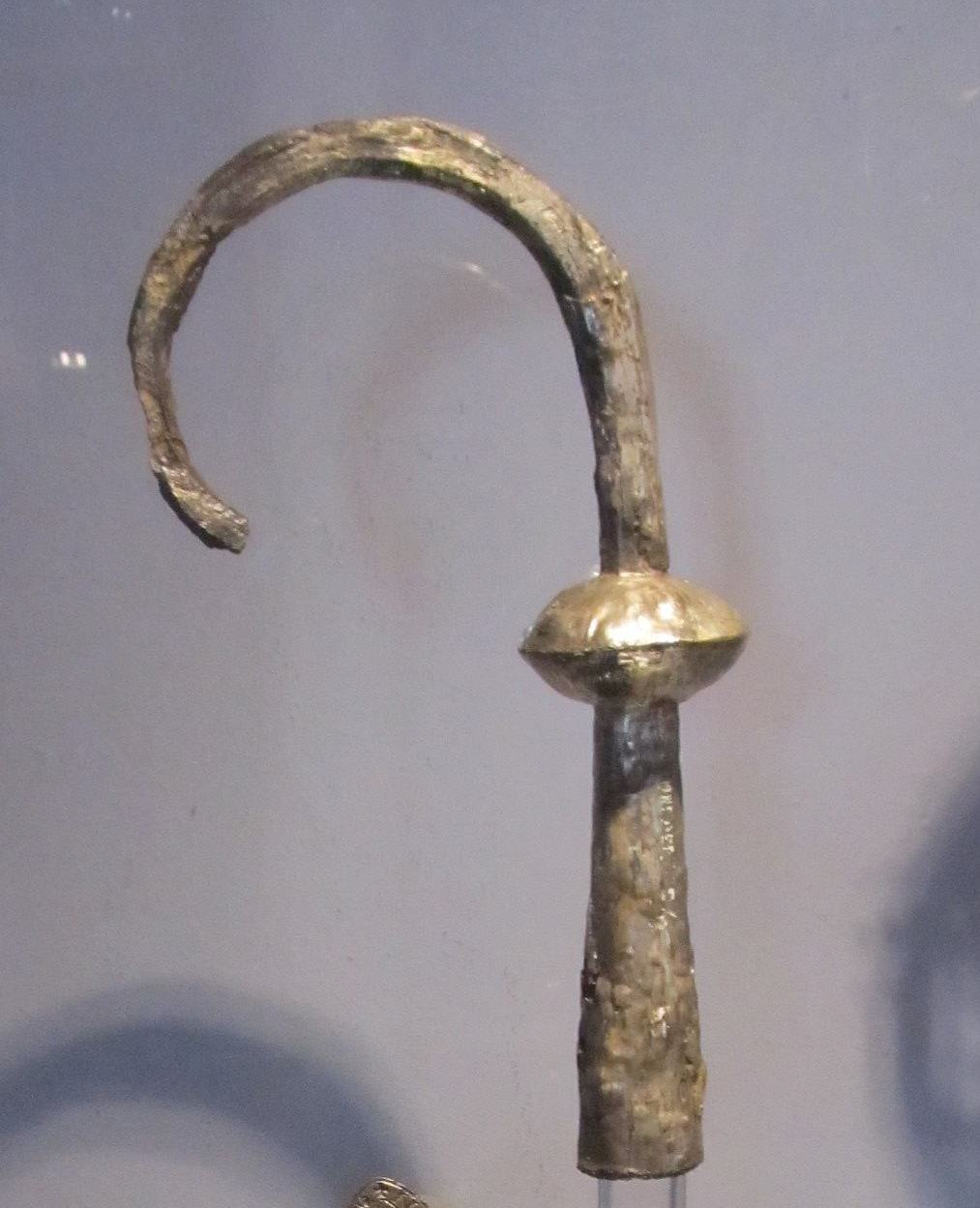
13世紀のポーランドの鉛製司教杖
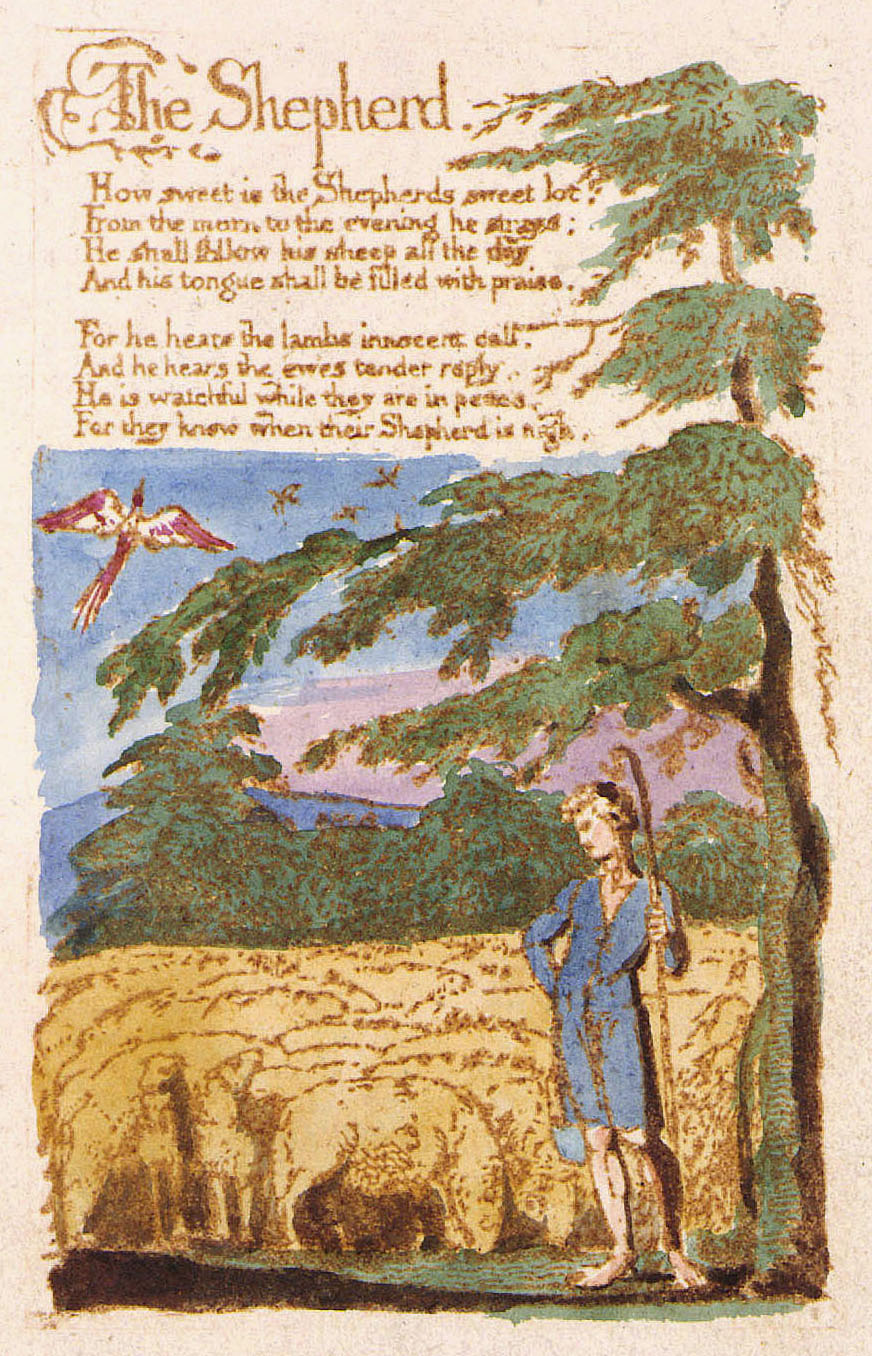
ウィリアム・ブレイクの詩「羊飼い（英語版）」のために手描きされた版画は、羊飼いが羊の群れを見守る理想的な光景を描いている。この版画は、1789年に印刷され、彩色された複製B版を代表するもので、現在はアメリカ議会図書館が所蔵する[10]。